# CH-53E Super Stallion
Elicopterul Sikorsky CH-53E Super Stallion este un elicopter de transport mediu/greu produs de firma americană Sikorsky Aircraft Corporation pentru United States Marine Corps, și este capabil de a transporta persoane sau material.